# Gasterosteoidei
Gasterosteoidei  è un sottordine  di pesci ossei d'acqua dolce, salmastra e marina dell'ordine Perciformes.

## Tassonomia
A questo sottordine appartengono tre famiglie:
- Aulorhynchidae Gill, 1861
- Gasterosteidae Bonaparte, 1831
- Hypoptychidae Steindachner, 1880